# Four Nations Chess League 2015/16
Die Four Nations Chess League 2015/16 ist die 23. Spielzeit der Four Nations Chess League (4NCL).
Der Titelverteidiger Guildford A&DC gewann seinen vierten Titel in Folge. Im Vorjahr waren 3Cs, Sussex Martlets, Spirit of Atticus und die zweite Mannschaft von White Rose Chess aufgestiegen. 3Cs erreichte als einziger Aufsteiger den Klassenerhalt, neben den Sussex Martlets, Spirit of Atticus und der zweiten Mannschaft von White Rose Chess stieg Cambridge University ab.
Zu den gemeldeten Mannschaftskadern siehe Mannschaftskader der Four Nations Chess League 2015/16.

## Spieltermine
Die Wettkämpfe finden statt am 14. und 15. November 2015, 23. und 24. Januar 2016, 13. und 14. Februar 2016, 19. und 20. März 2016 sowie vom 30. April bis 2. Mai 2016. Alle Runden werden zentral in Birmingham ausgerichtet.

## Vorrunde

### Gruppeneinteilung
Die 16 Mannschaften wurden wie folgt in die zwei Vorrunden eingeteilt:
| Pool A                             | Pool B                      |
| ---------------------------------- | --------------------------- |
| Guildford A&DC II (2)              | Guildford A&DC I (1)        |
| Cheddleton (3)                     | White Rose Chess I (4)      |
| Barbican Chess Club I (6)          | Blackthorne Russia (5)      |
| Oxford (7)                         | Grantham Sharks (8)         |
| Wood Green Hilsmark Kingfisher (9) | Barbican Chess Club II (10) |
| 3Cs (A1)                           | Cambridge University (11)   |
| Spirit of Atticus (A3)             | South Wales Dragons (13)    |
| White Rose Chess II (A5)           | Sussex Martlets (A2)        |

Anmerkung: In Klammern ist die Vorjahresplatzierung angegeben, ist dieser ein "A" vorangestellt, so handelt es sich um die Vorjahresplatzierung eines Aufsteigers in der Division 2. Der Vorjahreszwölfte e2e4.org.uk zog seine Mannschaft zurück, den vierten Platz in der Division 2 belegte die nicht aufstiegsberechtigte dritte Mannschaft von Guildford A&DC.

### Pool A
Während Cheddleton, Barbican und Wood Green Hilsmark Kingfisher sich bereits vorzeitig für den Championship Pool qualifizierten, fiel die Entscheidung über den vierten Platz erst in der letzten Runde zugunsten der zweiten Mannschaft von Guildford A&DC.

#### Endtabelle
| Pl. | Verein                              | Sp | G | U | V | MP   | Brett-P.  |
| --- | ----------------------------------- | -- | - | - | - | ---- | --------- |
| 01. | Cheddleton and Leek Chess Club      | 7  | 7 | 0 | 0 | 14:0 | 39,5:16,5 |
| 02. | Wood Green Hilsmark Kingfisher      | 7  | 5 | 0 | 2 | 10:4 | 34,5:21,5 |
| 03. | Barbican Chess Club I. Mannschaft   | 7  | 5 | 0 | 2 | 10:4 | 32,5:23,5 |
| 04. | Guildford A&DC II. Mannschaft       | 7  | 3 | 1 | 3 | 7:7  | 32,0:24,0 |
| 05. | 3Cs (N)                             | 7  | 3 | 1 | 3 | 7:7  | 28,0:28,0 |
| 06. | Oxford                              | 7  | 3 | 0 | 4 | 6:8  | 27,5:28,5 |
| 07. | Spirit of Atticus (N)               | 7  | 1 | 0 | 6 | 2:12 | 18,0:38,0 |
| 08. | White Rose Chess II. Mannschaft (N) | 7  | 0 | 0 | 7 | 0:14 | 12,0:44,0 |

#### Entscheidungen
|     | Teilnehmer am Championship Pool: Cheddleton and Leek Chess Club, Wood Green Hilsmark Kingfisher, Barbican Chess Club I. Mannschaft, Guildford A&DC II. Mannschaft |
|     | Teilnehmer am Demotion Pool: 3Cs, Oxford, Spirit of Atticus, White Rose Chess II. Mannschaft                                                                      |
| (N) | Aufsteiger der letzten Saison |

#### Kreuztabelle
| Ergebnisse | Ergebnisse                        | 01. | 02. | 03. | 04. | 05. | 06. | 07. | 08. |
| ---------- | --------------------------------- | --- | --- | --- | --- | --- | --- | --- | --- |
| 01.        | Cheddleton and Leek Chess Club    |     | 5   | 5½  | 5½  | 6½  | 5½  | 5½  | 6   |
| 02.        | Wood Green Hilsmark Kingfisher    | 3   |     | 3½  | 4½  | 4½  | 5½  | 6   | 7½  |
| 03.        | Barbican Chess Club I. Mannschaft | 2½  | 4½  |     | 5   | 3½  | 4½  | 7   | 5½  |
| 04.        | Guildford A&DC II. Mannschaft     | 2½  | 3½  | 3   |     | 4   | 4½  | 7   | 7½  |
| 05.        | 3Cs                               | 1½  | 3½  | 4½  | 4   |     | 3½  | 4½  | 6½  |
| 06.        | Oxford                            | 2½  | 2½  | 3½  | 3½  | 4½  |     | 5   | 6   |
| 07.        | Spirit of Atticus                 | 2½  | 2   | 1   | 1   | 3½  | 3   |     | 5   |
| 08.        | White Rose Chess II. Mannschaft   | 2   | ½   | 2½  | ½   | 1½  | 2   | 3   |     |

### Pool B
Mit den ersten Mannschaften von Guildford A&DC und White Rose Chess waren zwei Mannschaften vorzeitig für den Championship Pool qualifiziert, während die Entscheidung über die Plätze 3 und 4 erst in der letzten Runde fiel.

#### Endtabelle
| Pl. | Verein                             | Sp | G | U | V | MP   | Brett-P.  |
| --- | ---------------------------------- | -- | - | - | - | ---- | --------- |
| 01. | Guildford A&DC I. Mannschaft (M)   | 7  | 7 | 0 | 0 | 14:0 | 49,5:6,5  |
| 02. | White Rose Chess I. Mannschaft     | 7  | 5 | 1 | 1 | 11:3 | 37,5:18,5 |
| 03. | Blackthorne Russia                 | 7  | 3 | 2 | 2 | 8:6  | 29,0:27,0 |
| 04. | Barbican Chess Club II. Mannschaft | 7  | 3 | 0 | 4 | 6:8  | 25,0:31,0 |
| 05. | South Wales Dragons                | 7  | 2 | 2 | 3 | 6:8  | 23,0:33,0 |
| 06. | Grantham Sharks                    | 7  | 1 | 2 | 4 | 4:10 | 23,5:32,5 |
| 07. | Cambridge University Chess Club    | 7  | 2 | 0 | 5 | 4:10 | 21,0:35,0 |
| 08. | Sussex Martlets (N)                | 7  | 1 | 1 | 5 | 3:11 | 14,0:42,0 |

#### Entscheidungen
|     | Teilnehmer am Championship Pool: Guildford A&DC I. Mannschaft, White Rose Chess I. Mannschaft, Blackthorne Russia, Barbican Chess Club II. Mannschaft |
|     | Teilnehmer am Demotion Pool: South Wales Dragons, Grantham Sharks, Cambridge University Chess Club, Sussex Martlets                                   |
| (M) | Meister der letzten Saison |
| (N) | Aufsteiger der letzten Saison |

#### Kreuztabelle
| Ergebnisse | Ergebnisse                         | 01. | 02. | 03. | 04. | 05. | 06. | 07. | 08. |
| ---------- | ---------------------------------- | --- | --- | --- | --- | --- | --- | --- | --- |
| 01.        | Guildford A&DC I. Mannschaft       |     | 7   | 6   | 4½  | 8   | 8   | 8   | 8   |
| 02.        | White Rose Chess I. Mannschaft     | 1   |     | 4   | 6   | 7½  | 5   | 6   | 8   |
| 03.        | Blackthorne Russia                 | 2   | 4   |     | 4   | 2   | 4   | 6   | 7   |
| 04.        | Barbican Chess Club II. Mannschaft | 2½  | 2   | 3½  |     | 4½  | 5   | 2   | 5½  |
| 05.        | South Wales Dragons                | 0   | ½   | 6   | 3½  |     | 4   | 5   | 4   |
| 06.        | Grantham Sharks                    | 0   | 3   | 4   | 3   | 4   |     | 6   | 3½  |
| 07.        | Cambridge University Chess Club    | 0   | 2   | 2   | 6   | 3   | 2   |     | 6   |
| 08.        | Sussex Martlets                    | 0   | 0   | 1   | 2½  | 4   | 4½  | 2   |     |

Anmerkungen: Blackthorne Russia verlor im Wettkampf gegen die zweite Mannschaft von Barbican eine Partie kampflos, daher wurde ihnen ein halber Brettpunkt abgezogen. Die zweite Mannschaft von Barbican verlor gegen die erste Mannschaft von Guildford A&DC eine Partie kampflos und wurde dafür mit dem Abzug eines Brettpunktes bestraft.

## Endrunde

### Championship Pool
Neben dem Titelverteidiger Guildford A&DC war auch der Cheddleton and Leek Chess Club mit 8:0 Punkten gestartet, allerdings setzte sich am Ende Guildford klar ab.

#### Tabelle
| Pl. | Verein                             | Sp | G | U | V | MP   | Brett-P.  |
| --- | ---------------------------------- | -- | - | - | - | ---- | --------- |
| 01. | Guildford A&DC I. Mannschaft (M)   | 7  | 7 | 0 | 0 | 14:0 | 40,0:16,0 |
| 02. | Cheddleton and Leek Chess Club     | 7  | 5 | 0 | 2 | 10:4 | 33,0:23,0 |
| 03. | Barbican Chess Club I. Mannschaft  | 7  | 5 | 0 | 2 | 10:4 | 30,0:26,0 |
| 04. | Wood Green Hilsmark Kingfisher     | 7  | 3 | 1 | 3 | 7:7  | 29,0:27,0 |
| 05. | White Rose Chess I. Mannschaft     | 7  | 2 | 2 | 3 | 6:8  | 26,0:30,0 |
| 06. | Guildford A&DC II. Mannschaft      | 7  | 3 | 0 | 4 | 6:8  | 25,5:30,5 |
| 07. | Blackthorne Russia                 | 7  | 1 | 1 | 5 | 3:11 | 19,5:36,5 |
| 08. | Barbican Chess Club II. Mannschaft | 7  | 0 | 0 | 7 | 0:14 | 19,5:36,5 |

#### Entscheidungen
|     | Britischer Meister: Guildford A&DC I. Mannschaft |
| (M) | Meister der letzten Saison                       |

#### Kreuztabelle
| Ergebnisse | Ergebnisse                         | 01.  | 02.  | 03.  | 04.  | 05. | 06.  | 07.  | 08.  |
| ---------- | ---------------------------------- | ---- | ---- | ---- | ---- | --- | ---- | ---- | ---- |
| 01.        | Guildford A&DC I. Mannschaft       |      | 5½   | 6    | 5    | (7) | 6    | (6)  | (4½) |
| 02.        | Cheddleton and Leek Chess Club     | 2½   |      | (5½) | (5)  | 3½  | (5½) | 6½   | 4½   |
| 03.        | Barbican Chess Club I. Mannschaft  | 2    | (2½) |      | (4½) | 5   | (5)  | 5½   | 5½   |
| 04.        | Wood Green Hilsmark Kingfisher     | 3    | (3)  | (3½) |      | 4   | (4½) | 5    | 6    |
| 05.        | White Rose Chess I. Mannschaft     | (1)  | 4½   | 3    | 4    |     | 3½   | (4)  | (6)  |
| 06.        | Guildford A&DC II. Mannschaft      | 2    | (2½) | (3)  | (3½) | 4½  |      | 5½   | 4½   |
| 07.        | Blackthorne Russia                 | (2)  | 1½   | 2½   | 3    | (4) | 2½   |      | (4)  |
| 08.        | Barbican Chess Club II. Mannschaft | (2½) | 3½   | 2½   | 2    | (2) | 3½   | (3½) |      |

Anmerkungen:
- Eingeklammerte Ergebnisse sind aus der Vorrunde übernommen.

### Demotion Pool
Vor der letzten Runde standen die Sussex Martlets und die zweite Mannschaft von White Rose Chess bereits als Absteiger fest, während Oxford als einzige Mannschaft bereits den Klassenerhalt gesichert hatte.

#### Tabelle
| Pl. | Verein                              | Sp | G | U | V | MP   | Brett-P.  |
| --- | ----------------------------------- | -- | - | - | - | ---- | --------- |
| 09. | 3Cs (N)                             | 7  | 5 | 0 | 2 | 10:4 | 35,0:21,0 |
| 10. | Oxford                              | 7  | 5 | 0 | 2 | 10:4 | 32,0:24,0 |
| 11. | Grantham Sharks                     | 7  | 4 | 1 | 2 | 9:5  | 33,0:23,0 |
| 12. | South Wales Dragons                 | 7  | 3 | 2 | 2 | 8:6  | 29,5:26,5 |
| 13. | Spirit of Atticus (N)               | 7  | 4 | 0 | 3 | 8:6  | 27,5:28,5 |
| 14. | Cambridge University Chess Club     | 7  | 3 | 0 | 4 | 6:8  | 29,0:27,0 |
| 15. | Sussex Martlets (N)                 | 7  | 1 | 1 | 5 | 3:11 | 20,0:36,0 |
| 16. | White Rose Chess II. Mannschaft (N) | 7  | 1 | 0 | 6 | 2:12 | 18,0:38,0 |

#### Entscheidungen
|     | Absteiger in die Division 2: Spirit of Atticus, Cambridge University Chess Club, Sussex Martlets, White Rose Chess II. Mannschaft |
| (N) | Aufsteiger der letzten Saison |

#### Kreuztabelle
| Ergebnisse | Ergebnisse                      | 09.  | 10.  | 11.  | 12. | 13.  | 14. | 15.  | 16.  |
| ---------- | ------------------------------- | ---- | ---- | ---- | --- | ---- | --- | ---- | ---- |
| 09.        | 3Cs                             |      | (3½) | 3½   | 5   | (4½) | 5   | 7    | (6½) |
| 10.        | Oxford                          | (4½) |      | 3    | 4½  | (5)  | 3   | 6    | (6)  |
| 11.        | Grantham Sharks                 | 4½   | 5    |      | (4) | 3½   | (6) | (3½) | 6½   |
| 12.        | South Wales Dragons             | 3    | 3½   | (4)  |     | 5½   | (5) | (4)  | 4½   |
| 13.        | Spirit of Atticus               | (3½) | (3)  | 4½   | 2½  |      | 4½  | 4½   | (5)  |
| 14.        | Cambridge University Chess Club | 3    | 5    | (2)  | (3) | 3½   |     | (6)  | 6½   |
| 15.        | Sussex Martlets                 | 1    | 2    | (4½) | (4) | 3½   | (2) |      | 3    |
| 16.        | White Rose Chess II. Mannschaft | (1½) | (2)  | 1½   | 3½  | (3)  | 1½  | 5    |      |

Anmerkungen:
- Eingeklammerte Ergebnisse sind aus der Vorrunde übernommen.

## Die Meistermannschaft
| 1.            | Guildford A&DC |
| Schachfiguren | Maxime Vachier-Lagrave, Laurent Fressinet, Nigel Short, Matthew Sadler, Gawain Jones, Robin van Kampen, Romain Édouard, Sébastien Mazé, Nicholas Pert, Jean-Pierre Le Roux, David Smerdon, Antoaneta Stefanowa, Mark Hebden, Yang-Fan Zhou, Lawrence Trent, Glenn Flear, Gediminas Šarakauskas, Sophie Milliet, Dagnė Čiukšytė. |